# Samia andrewesi
Samia andrewesi är en fjärilsart som beskrevs av Debauche 1929. Samia andrewesi ingår i släktet Samia och familjen påfågelsspinnare. Inga underarter finns listade.